# T Virginis
T Virginis är en pulserande variabel av Mira Ceti-typ i stjärnbilden Jungfrun. 
Stjärnan varierar mellan magnitud +9 och 14,8 med en period av 339,47 dygn.